# Can Xic de la Font
Can Xic de la Font és una masia de Tona (Osona) protegida com a Bé Cultural d'Interès Local.

## Descripció
Masia que ocupa una superfície de 223,97 m2, situada a la banda nord-oest de Tona. L'accés es realitza a través d'un camí de terra que enllaça amb la carretera d'entrada nord al municipi, en direcció oest.
L'immoble, amb un volum annex, té una planta baixa, pis i golfes, així com una coberta a dues aigües de teula i carener perpendicular a la façana. Les obertures són senzilles i irregulars. L'antiga eixida de les golfes ha estat tapada amb totxo. La façana està feta de tàpia i pedra escairada a les cantonades. Compta amb un antic cobert de tàpia i totxo, i les restes d'un altre a la part posterior. Ha patit diverses reformes.